# Jan Lukáš
Jan Lukáš (* 2. červen 1993, Olomouc) je český hokejový brankář. Aktuálně působí v týmu VHK ROBE Vsetín, který hraje 1. liga.

## Hráčská kariéra
- 2008–2009 HC Olomouc – dor. (E)
- 2009–2010 HC Olomouc – dor. (E)
- 2010–2011 HC Olomouc – jun. (E), HC Olomouc – dor. (E)
- 2011–2012 HC Olomouc – jun. (E)
- 2012–2013 HC Olomouc (1. liga, baráž), HC Valašské Meziříčí (2. liga), HC Olomouc – jun. (E)
- 2013–2014 HC Lev Praha (KHL), HC Stadion Litoměřice (1. liga), Benátky nad Jizerou (1. liga)
- 2014–2015 HC Sparta Praha (E), HC Rytíři Kladno (1. liga)
- 2015–2016 HC Sparta Praha (E), Orli Znojmo
- 2016/2017 BK Mladá Boleslav (E)
- 2017/2018 HC ’05 iClinic Banská Bystrica
- 2018/2019 HC Olomouc (E), AZ Heimstaden Havířov
- 2019/2020 HC Olomouc (E), AZ Heimstaden Havířov
- 2020/2021 HC Olomouc (E)
- 2021/2022 HC Olomouc (E), AZ Heimstaden Havířov
- 2022/2023 HC Olomouc (E)
- 2023/2024 SaiPa (Finsko), Mountfield HK (E), SC Marimex Kolín (1. liga)
- 2024/2025 VHK ROBE Vsetín (1. liga), HC Vítkovice Ridera (E)